# Nuphar microphylla
Nuphar microphylla är en näckrosväxtart som först beskrevs av Christiaan Hendrik Persoon, och fick sitt nu gällande namn av Merritt Lyndon Fernald. Nuphar microphylla ingår i släktet gula näckrosor, och familjen näckrosväxter. Inga underarter finns listade i Catalogue of Life.

## Bildgalleri

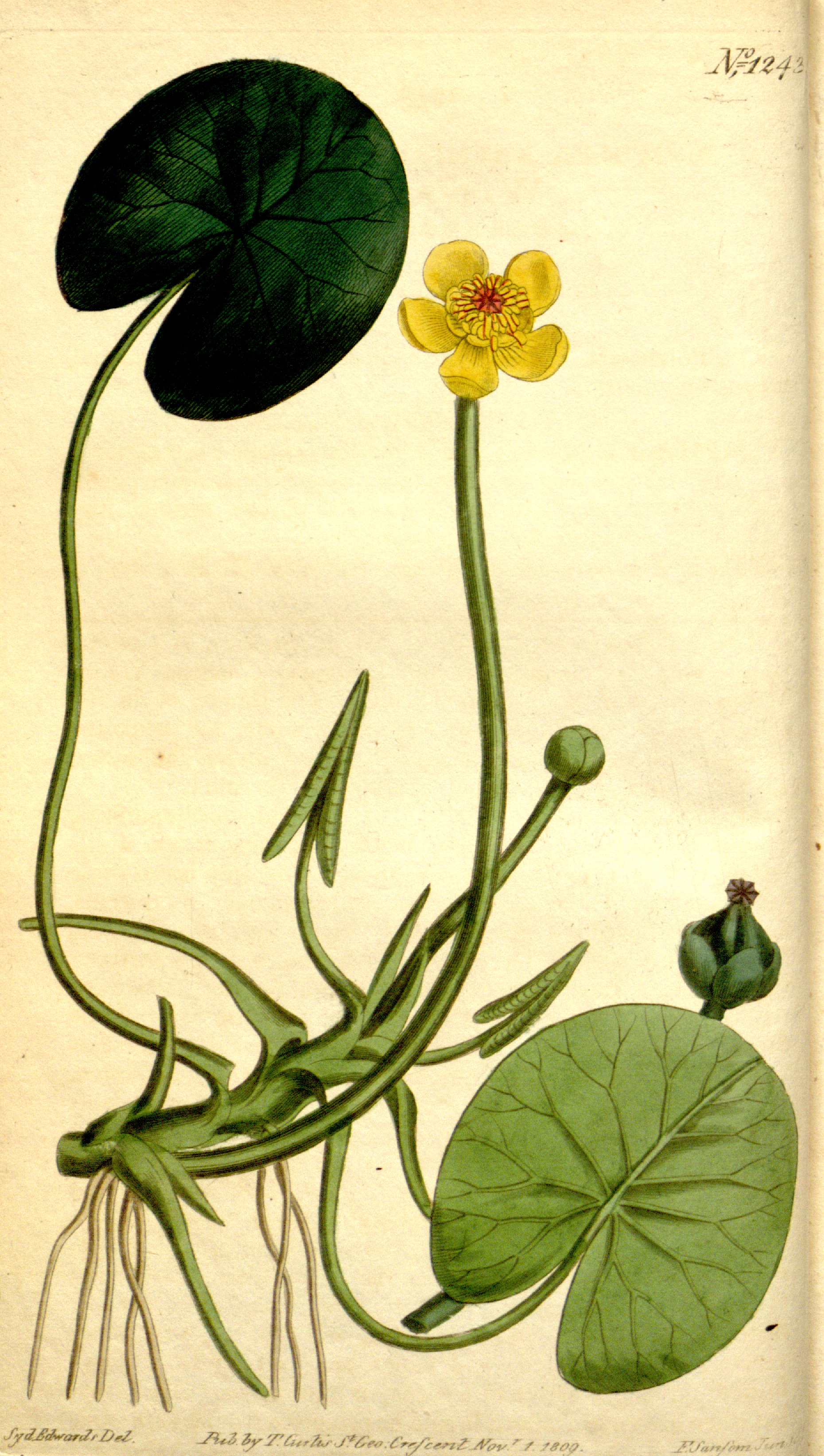